# Justine Joyce
Justine Joyce (* 14. März 1974) ist eine ehemalige australische Leichtgewichts-Ruderin.  
Justine Joyce belegte bei den australischen Interstate Championships 1996 den zweiten Platz im Leichtgewichts-Vierer, 1997 und 1998 gewann sie, 1999 siegte sie mit dem Achter ohne Gewichtsbeschränkung. 
International ruderte sie bei den Ruder-Weltmeisterschaften 1996 zusammen mit Eliza Blair im Leichtgewichts-Zweier ohne Steuerfrau auf den fünften Platz. 1997 gewannen die beiden beim Weltcup in Paris. Bei den Ruder-Weltmeisterschaften 1997 auf dem Lac d’Aiguebelette siegten die beiden vor den Booten aus den Vereinigten Staaten und aus dem Vereinigten Königreich. Die bei diesem Titelgewinn erzielte Zeit von 7:18,32 min wurde in den zwanzig Jahren danach nicht unterboten, die Bootsklasse gehörte von 2004 bis 2017 nicht zum internationalen Wettkampfprogramm.
Justine Joyce ruderte für verschiedene Vereine in Melbourne. Sie arbeitet seit 2000 als Psychologin.